# Ganglienblocker
Ganglienblocker werden auch Ganglioplegika genannt und hemmen die Erregungsübertragung an sympathischen und parasympathischen Ganglien. Die Blockade erfolgt durch:
- Stabilisation der postsynaptischen Membran (Tetraethylammonium)
- durch längerfristige Depolarisation nach vorausgehender stärkerer Erregung (Nikotin)

Ganglienblocker werden nicht mehr häufig eingesetzt, da undifferenziert beide Schenkel des Vegetativums geblockt werden. Dies führt zu zahlreichen Nebenwirkungen.
Als Ganglienblockade bezeichnet man die Unterbrechung der Weiterleitung nervaler Impulse aus dem vegetativen Nervensystem mittels chemischer Substanzen.

## Wirkstoffe
In einer Studie wurden verschiedene Wirkstoffe auf ihre blockierende Wirkung auf die Nervenaktivität der Ganglien untersucht. In folgender Tabelle sind die wichtigsten aufgelistet; dabei werden die Wirkstoffe mit Tetraethylammoniumion verglichen, der die Nervenaktivität bei gleicher Dosis um 40 % reduziert.
| Wirkstoff             | Aktivität in % |
| --------------------- | -------------- |
| Tetraethylammoniumion | 100            |
| Amobarbital           | 74             |
| Pentobarbital         | 33             |
| Benactyzin            | 17             |
| Hydroxyzin            | 10             |
| Mephobarbital         | 9              |
| Phenobarbital         | 6              |
| Carbromal             | 6              |